# Albrechtbreen
De Albrechtbreen is een gletsjer op het eiland Edgeøya, dat deel uitmaakt van de Noorse eilandengroep Spitsbergen.
De gletsjer is vernoemd naar George Albrecht die toen president was van het Geografische Genootschap in Bremen.

## Geografie
De gletsjer ligt in het oosten van het eiland en is zuidwest-noordoost georiënteerd met een lengte van meer dan zeven kilometer. Hij komt vanaf de Edgeøyjøkulen en mondt in het noordoosten uit in de Barentszzee.
Ten zuidoosten van de gletsjer ligt op ongeveer vijf kilometer de gletsjer Rutenbergbreen, naar het zuidwesten de gletsjers Gandbreen en Seidbreen en op ongeveer vijftien kilometer naar het westen de gletsjer Marsjøbreen.